# Erechtia minutissima
Erechtia minutissima är en insektsart som beskrevs av Goding. Erechtia minutissima ingår i släktet Erechtia och familjen hornstritar. Inga underarter finns listade i Catalogue of Life.